# Alpheus notabilis
Alpheus notabilis is een garnalensoort uit de familie van de Alpheidae. De wetenschappelijke naam van de soort is voor het eerst geldig gepubliceerd in 1915 door Stebbing.